# Alex Wolff
Alexander Draper Wolff, detto Alex (New York, 1º novembre 1997), è un attore, musicista e cantante statunitense. È conosciuto soprattutto per aver interpretato se stesso nel film The Naked Brothers Band: The Movie e nella ricavata serie televisiva The Naked Brothers Band. In seguito, insieme al fratello maggiore Nat Wolff, ha formato un gruppo musicale chiamato Nat & Alex Wolff.
Wolff ha concentrato la sua carriera sui ruoli cinematografici, interpretando Dzhokhar Tsarnaev in Boston - Caccia all'uomo (2016) e John "Derf" Backderf in My Friend Dahmer (2017). Altri suoi ruoli da attore includono My Big Fat Greek Wedding 2 (2016), Jumanji: Welcome to the Jungle (2017) e Hereditary (2018). Wolff ha fatto il suo debutto alla regia con il film drammatico The Cat and the Moon (2019).

## Biografia
Wolff è nato a New York, figlio dell'attrice e sceneggiatrice Polly Draper e del pianista jazz Michael Wolff. È fratello minore dell'attore e musicista Nat Wolff. Il padre è ebreo e la madre cristiana.

## Carriera
Ha iniziato la sua carriera di attore a 8 anni, insieme al fratello Nat, nel film del 2005 The Naked Brothers Band: The Movie, commedia musicale scritta e diretta da sua madre Polly Draper, dove ha interpretato il batterista di un'immaginaria band di fama internazionale composta da soli ragazzi. Tutte le musiche del film sono state scritte dal giovane Nat Wolff, a parte la canzone That's How it Is, scritta appunto da Alex. Visto il grande successo del film, dal 2007 la Nickelodeon ne ha ricavato l'omonima serie televisiva, anch'essa creata, prodotta, scritta e diretta da Polly Draper, sempre con protagonisti i fratelli Wolff. Grazie al successo dello show sono stati pubblicati due album The Naked Brothers Band (2007) e I Don't Want to Go to School (2008), prodotti dal padre Michael Wolff. La serie ha proseguito la programmazione per tre stagioni, fino al 2009. Al termine delle riprese televisive, Alex e il fratello maggiore Nat hanno costituito insieme un duo musicale, che ha pubblicato nel 2011 l'album Black Sheep.
Dopo alcune apparizioni in altre produzioni televisive, nel 2010 ha interpretato il ruolo di Max Weston nella terza stagione della serie In Treatment e successivamente, nel 2011, è apparso nel film Lo spaventapassere, commedia con protagonista Jonah Hill. Dopo aver prodotto, scritto e diretto alcuni cortometraggi, è stato scelto per interpretare il ruolo del giovane Bennett nel sequel del 2016 Il mio grosso grasso matrimonio greco 2. Nell'anno seguente ha recitato nel film Jumanji - Benvenuti nella giungla, spin-off del film fantastico del 1995 Jumanji. Successivamente, avrà il ruolo di co-protagonista nel film biografico/thriller My Friend Dahmer e nell'horror Hereditary - Le radici del male.

## Filmografia parziale

### Attore

#### Cinema
- The Naked Brothers Band: The Movie, regia di Polly Draper (2005)
- Lo spaventapassere (The Sitter), regia di David Gordon Green (2011)
- Guida tascabile per la felicità (A Birder's Guide to Everything), regia di Rob Meyer (2013)
- Il mio grosso grasso matrimonio greco 2 (My Big Fat Greek Wedding 2), regia di Kirk Jones (2016)
- Boston - Caccia all'uomo (Patriots Day), regia di Peter Berg (2016)
- Amiche di sangue (Thoroughbreds), regia di Cory Finley (2017) - non accreditato
- Jumanji - Benvenuti nella giungla (Jumanji: Welcome to the Jungle), regia di Jake Kasdan (2017)
- My Friend Dahmer, regia di Marc Myers (2017)
- Hereditary - Le radici del male (Hereditary), regia di Ari Aster (2018)
- Bad Education, regia di Cory Finley (2019)
- Il capitale umano - Human Capital (Human Capital), regia di Marc Meyers (2019)
- Jumanji: The Next Level, regia di Jake Kasdan (2019)
- Old, regia di M. Night Shyamalan (2021)
- Pig - Il piano di Rob (Pig), regia di Michael Sarnoski (2021)
- A Good Person, regia di Zach Braff (2023)
- Oppenheimer, regia di Christopher Nolan (2023)
- A Quiet Place - Giorno 1 (A Quiet Place: Day One), regia di Michael Sarnoski (2024)

#### Televisione
- The Naked Brothers Band – serie TV, 35 episodi (2007-2009)
- Detective Monk (Monk) – serie TV, episodio 8x12 (2009)
- In Treatment – serie TV, 7 episodi (2010)
- Divorce – serie TV, episodi 1x06-1x07 (2016)
- Red Oaks – serie TV, episodio 3x01 (2017)

### Doppiatore
- La collina dei papaveri (コクリコ坂から), regia di Gorō Miyazaki (2011)

## Discografia
- 2007: The Naked Brothers Band: Music from the Movie
- 2007: The Naked Brothers Band
- 2008: I Don't Want to Go to School
- 2011: Black Sheep
- 2013: Throwbacks
- 2016: Public Places

## Riconoscimenti
- 2007 – BMI Film & TV Award[12]
  - BMI Cable Award per The Naked Brothers Band
- 2008 – Young Artist Awards[13]
  - Candidatura al miglior giovane cast in una serie televisiva per The Naked Brothers Band
- 2019 – MTV Movie & TV Awards[14]
  - Candidatura alla performance più terrorizzante per Hereditary – Le radici del male

## Doppiatori italiani
Nelle versioni in italiano delle opere in cui ha recitato, Alex Wolff è stato doppiato da:
- Alex Polidori in In Treatment, Hereditary - Le radici del male, Old, Oppenheimer
- Manuel Meli in The Naked Brothers Band, Bad Education, Pig - Il piano di Rob
- Alessandro Campaiola in Lo spaventapassere, Jumanji - Benvenuti nella giungla, Jumanji: The Next Level
- Stefano Sperduti in Il mio grosso grasso matrimonio greco 2
- Davide Perino in Boston - Caccia all'uomo
- Lorenzo De Angelis in Il capitale umano - Human capital
- Gabriele Lopez in A Good Person
- David Chevalier in A Quiet Place - Giorno 1